# Carl Pettersson (Seefahrer)

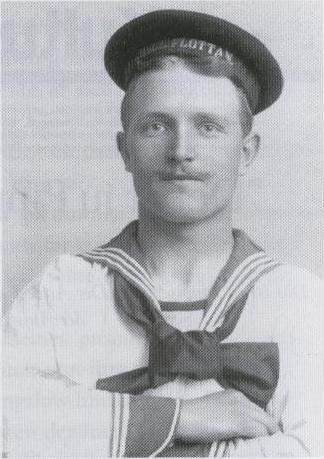
Carl Pettersson um 1890

Carl Emil Pettersson (* 1875 in Sollentuna bei Stockholm; † 1937 in Australien) war ein schwedischer Seefahrer und Auswanderer.
Carl Pettersson heuerte 1887 als Schiffsjunge an, kam auf den Bismarck-Archipel (Papua-Neuguinea) und arbeitete dort für eine deutsche Firma, die Neuguinea-Kompagnie. 1904 erlitt er Schiffbruch und strandete auf der Insel Tabar (nördlich von der Insel Neuirland), wo er die Häuptlingstochter Sindu heiratete. Sie bekamen zusammen neun  Kinder, von denen acht das Erwachsenenalter erreichten. Sindu starb unter ungeklärten Umständen im Jahr 1922. In zweiter Ehe war er mit einer schwedisch-englischen Frau verheiratet, die 1935 starb. Pettersson begann auf Tabar mit dem Kopra-Handel, fand später Gold und kam zu Reichtum.
Pettersson, über dessen gewaltige Körperkräfte viele Anekdoten im Umlauf waren, soll die historische Vorlage von Efraim Langstrumpf (Vater von Pippi Langstrumpf) in den Kinderbüchern der schwedischen Schriftstellerin Astrid Lindgren sein.